# Ілай Хагаг
Ілай Хагаг (івр. עילאי חג'ג, нар. 7 листопада 2001, Кір'ят-Гат) — ізраїльський футболіст, півзахисник клубу «Маккабі» (Хайфа). Виступав також за клуб «Хапоель» (Афула) та молодіжну збірну Ізраїлю.

## Клубна кар'єра
Ілай Хагаг народився 2001 року в місті Кір'ят-Гат. Розпочав грати у футбол у юнацькі команді клубу «Маккабі» (Кір'ят-Гат), пізніше перейшов до школи клубу «Маккабі» (Хайфа). У 2021 році хайфський клуб віддав Хагага в оренду до клубу «Хапоель» (Афула), в якому футболіст грав до 2023 року. У 2023 році гравець повернувся з оренди до «Маккабі» з Хайфи.

## Виступи за збірну
Протягом 2022—2023 років Ілай Хагаг грав у складі молодіжної збірної Ізраїлю. У складі збірної футболіст брав участь у молодіжному чемпіонаті Європи 2023 року, на якому ізраїльська молодіжка дійшла до півфіналу. На молодіжному рівні зіграв у 4 офіційних матчах.

## Титули і досягнення
- Володар Суперкубка Ізраїлю (1):

Маккабі (Хайфа): 2023